# Hesperia Planum
Hesperia Planum ist eine ausgedehnte Ebene im Mare Tyrrhenum-Gradfeld auf dem Planeten Mars. Der Name leitet sich von Hesperia ab, womit in der Antike das Abendland bezeichnet wurde.
Das Zentrum des Gebietes befindet sich in 18° südlicher Breite und 240° westlicher Länge. Die Ebene hat eine Ausdehnung von 1870 km.
Hesperia Planum entstand während des geologischen „Mittelalters“ des Mars vor 3,5 bis 1,8 Mrd. Jahren, in der nach ihr benannten Hesperianischen Periode. Durch ausgedehnte Risse in der Marskruste flossen große Lavamassen aus und bildeten weite Ebenen.
In der südwestlichen Region der Ebene befindet sich der Zeugenberg Ausonia Mensa.